# Deftones
Deftones är ett amerikanskt band som spelar alternativ metal. De bildades 1988 i Sacramento, Kalifornien.

## Medlemmar
Nuvarande medlemmar
- Chino Moreno – sång (1988– ), rytmgitarr (1999– )
- Stephen Carpenter – sologitarr (1988– )
- Abe Cunningham – trummor (1988–1990, 1993– )
- Frank Delgado – sampler, keyboard, turntable (1999– )

Tidigare medlemmar
- Dominic Garcia – basgitarr (1988–1990), trummor (1990–1991)
- John Taylor – trummor (1991–1993)
- Chi Cheng – basgitarr (1988–2008; död 2013)
- Sergio Vega – basgitarr, baritongitarr, bakgrundssångare (2009–2021 )

## Diskografi
Demo
- 1994 – (Like) Linus

Studioalbum
- 1995 – Adrenaline
- 1997 – Around the Fur
- 2000 – White Pony
- 2003 – Deftones
- 2006 – Saturday Night Wrist
- 2010 – Diamond Eyes
- 2012 – Koi No Yokan
- 2016 – Gore
- 2020 – Ohms
- 2025 – Private Music

EP
- 1998 – Be Quiet and Live (Far Away)
- 1999 – Live
- 2000 – Snatches From White Pony
- 2000 – White Pony (sampler)
- 2001 – Back to School (Mini Maggit)
- 2013 – Live: Volume I - Selections from Adrenaline

Singlar (topp 50 på Billboard Alternative Songs (US Alt.), Billboard Hot Mainstream Rock Tracks (US Main. Rock), Billboard Rock Songs (US Rock))
- 1998 – "Be Quiet and Drive (Far Away)" (US Rock #29)
- 2000 – "Change (In the House of Flies)" (US Alt. #3, US Main. Rock #9)
- 2001 – "Back to School (Mini Maggit)" (US Alt. #27, US Main. Rock #35)
- 2001 – "Digital Bath" (US Alt. #16, US Main. Rock #38)
- 2003 – "Minerva" (US Alt. #9, US Main. Rock #16)
- 2006 – "Hole in the Earth" (US Alt. #18, US Main. Rock #19)
- 2007 – "Mein" (US Main. Rock #40)
- 2010 – "Diamond Eyes" (US Alt. #16, US Main. Rock #10, US Rock #14)
- 2010 – "You've Seen the Butcher" (US Main. Rock #17, US Rock #34)
- 2012 – "Tempest" (US Alt. #20, US Main. Rock #3, US Rock #44)
- 2013 – "Swerve City" (US Main. Rock #6)
- 2013 – "Romantic Dreams" (US Main. Rock #11)
- 2016 – "Prayers" / "Triangles" (US Alt. #36, US Main. Rock #8, US Rock #39)

Samlingsalbum
- 2005 – B-sides and Rarities
- 2011 – Covers
- 2011 – The Vinyl Collection 1995—2011